# Западно-Палянское месторождение
За́падно-Паля́нское месторождение — крупное ртутное месторождение, расположенное в пределах Чаунского района Чукотского автономного округа, в 160 км восточнее Певека.

## История
Западно-Палянское месторождение было открыто в 1951 году, когда Китаев В. А. (Чаунская ГРЭ) установил повышенное содержание киновари в долине руч. Скрытого. В 1956 г. Мамаев А. С. (Чаунская ГРЭ) поисковыми работами установил наличие трёх тел мощностью до 15 метров. Геологоразведочные работы проводились с 1956 по 1971 гг.

## Геологическая характеристика
Геологические особенности месторождения обуславливают неоднозначное толкование его генезиса — часть исследователей относит его к кварц-диккитовому типу, другие — к карбонатно-полиаргиллитовому типу. Месторождение приурочено к толще терригенных пород верхнего триаса, представленных песчаниками, алевролитами и глинистыми сланцами. Оруденение локализовано в трех рудных залежах — штокверковая залежь в глинистых сланцах с глубиной распространения 215 м и две линзообразные залежи в песчаниках. Возраст оруденения считается позднемеловым.
Основным промышленным рудным минералом является киноварь, наблюдается в виде прожилков, вкрапленников, пленок и почковидных выделений.
Среднее содержание ртути в руде — 0,53 %.
Балансовые запасы составляют 10,1 тыс. тонн.

## Перспективы
С учётом низких мировых цен на ртуть и постоянное сокращение её потребления из-за токсичности, в настоящее время эксплуатация месторождения экономически нецелесообразна.
При этом запасы Западно-Палянского и соседнего Тамватнейского месторождений могут на долгие годы полностью обеспечить потребности мирового рынка.